# 博爾德燃燒彈襲擊事件
北美山地夏令時間2025年6月1日，美國科羅拉多州博爾德發生一宗疑似恐怖襲擊事件，一名定居當地的埃及男子穆罕默德·薩布里·索利曼（Mohamed Sabry Soliman）涉嫌以簡製火焰噴射器及燃燒彈，襲擊一群正在參與聲援人質步行活動之民眾。該活動旨在聲援在2023年10月7日哈馬斯襲擊中從以色列被擄走的人質。事件造成13人受傷，包括疑犯本人。
聯邦調查局其後確認，正將事件列作有針對性的恐怖襲擊調查。消息指，索利曼在行兇期間高呼「解放巴勒斯坦」等政治口號，並在接受警方問話時坦承行動出於仇恨動機。他現已被控一項聯邦仇恨罪，以及多項州級相關罪名。

## 背景
是次聲援步行由全國組織「Run for Their Lives」的博爾德分會發起。該組織自2023年10月7日起，每週舉辦活動，為被扣押於加沙地帶的人質發聲。活動當日，隊伍由珍珠街與第八街交界出發，途經珍珠街購物中心，並在博爾德縣舊法院舉行預定的影片播放環節。主辦單位強調，這並非示威，而是一場和平的遊行，希望藉此呼籲釋放所有人質。

## 襲擊
襲擊事件發生於當地時間6月1日下午1時26分左右，一名赤裸上身的男子在博爾德珍珠街與第十三街附近，向參與聲援步行的群眾投擲燃燒彈。聲援活動組織者、「Run for Their Lives」成員米莉·科恩費爾德向KUSA電視台表示，當步行隊伍抵達現場時，一名男子早已守候，並向人群擲出多個瓶子，造成至少5人受傷，其中一名女子傷勢嚴重，全身起火，需在地上翻滾自救。
多名目擊者指出，疑犯在施襲期間不斷高叫「終結猶太復國主義者」、「解放巴勒斯坦」及「他們是殺人兇手，你們殺了多少兒童」等口號。
事發現場的影片與照片可見，人行道有明顯燒毀痕跡，至少一人被用擔架抬離。博爾德警察局局長史提芬·雷德費恩表示，多支警隊仍在市中心展開行動，清查可疑裝置。他指出，警方已部署警犬及拆彈專家，並在確認現場安全前，不會重新開放該區域。
警方表示，一名男子已於現場被捕。

## 傷者
聯邦調查局在記者會上表示，襲擊事件共造成13人受傷，年齡介乎52至88歲，其中一人傷勢危殆，疑犯本人亦在受傷名單之內。截至6月2日，仍有2名傷者在醫院留醫。
醫療機構科羅拉多大學健康中心證實，位於奧羅拉的科羅拉多大學醫院安舒茲醫學中心接收3名傷者，當中至少2人是由直升機送院。
根據科羅拉多大學博爾德分校哈巴德中心主任拉比以色列·威廉姆表示，年齡最大的傷者、88歲的長者，是一名曾在納粹大屠殺期間逃離歐洲的倖存者，另有一名傷者則是該校的教授。

## 疑犯
疑犯為現年45歲的埃及男子穆罕默德·薩布里·蘇萊曼（Mohamed Sabry Soliman，1979年12月15日—）。蘇萊曼此前並無任何犯罪紀錄。他在埃及出生長大，後來曾在科威特居住長達17年。案發時，他住在科羅拉多泉內的西馬隆山社區。蘇萊曼在襲擊中亦有受傷，並被送往當地醫院治理。根據警方調查，蘇萊曼籌劃這次襲擊已經一年。由於他並非法定公民，無法購買槍械，因此轉而在網上研究如何製造汽油彈。根據搜查令，他向執法人員表示自己有輕生念頭，希望在襲擊中喪命。他說自己最終只投擲了兩枚汽油彈，因為「感到害怕，而且從未傷害過任何人」。他還坦言：「我必須做這件事，應該做這件事，如果不做，我將無法原諒自己。」警方亦證實，疑犯在行兇時曾使用自製火焰噴射器及燃燒裝置。
6月2日，檢方正式起訴蘇萊曼，共涉及多項重罪，包括8項「一級謀殺（極端冷酷）未遂」罪、8項「一級謀殺（經深思熟慮）未遂」罪、6項針對「高危人士」的一級傷人罪、2項一般一級傷人罪、以及18項與燃燒裝置有關的指控。他的保釋金定為1000萬美元。
美國國土安全部官員透露，蘇萊曼於2022年8月27日持B-1/B-2非移民簽證從洛杉磯國際機場入境，並在同年9月提出庇護申請。其簽證有效期至2023年2月，但他在2023年3月獲得工作許可，並有效至2025年3月28日。他自入境以來一直居住在美國，而其庇護申請仍在審理中。

## 反應
博尔德市、美国司法部及多家媒体均将此次袭击定性为反犹太主义行为。6月2日，一批来自两党的犹太裔州议员呼吁“我们的盟友站出来”反对反犹太暴力，并在一份声明中表示“我们必须坚决对抗仇恨，防止其被正常化”。6月4日，联合国文明联盟高级代表米格尔·安赫尔·莫拉蒂诺斯谴责此次袭击是一起反犹太主义事件，并将其与美国和法国针对犹太人和犹太教堂的其他袭击联系起来。
科罗拉多州州长賈雷德·波利斯在社交平台X上发表声明称：“仇恨在我们的科罗拉多没有容身之地，我谴责这一恐怖行为。”司法部长帕姆·邦迪表示司法部将“依法最大限度地追究袭击者的责任”。
2025年6月2日，美国总统唐纳德·特朗普在真实社交发文称，索利曼除被逮捕外还将被驱逐出境，并表示：“这再次证明我们必须严守国境，将非法、反美的激进分子驱逐出我们的国土。我向此次惨案的受害者和伟大的科罗拉多州博尔德市民致以慰问！”6月4日，特朗普将此事件作为其第二任期对12国公民实施旅行禁令、对另外7国施加入境限制的依据，但埃及不在受限国家之列。
以色列总理本雅明·内塔尼亚胡于周一谴责了这起袭击事件，并指出其源于“血祭诽谤”阴谋论。